# Ransbysätern
Ransbysätern är en säter (fäbod) i norra Värmland som brukades i tusen år som sommarbetesplats för boskap innan den i början på 1900-talet användes allt mindre för att i slutet på 1930-talet helt tas ur bruk. År 1994 köpte Utmarksmuseet i norra Värmland en del av Ransbysätern av Ransby hemmansägare, med målet att iordningställa sätern. Den uppvuxna skogen avverkades och marken svedjades våren 1996. Idag är Ransbysätern ett turistmål där gammalt säterbruk bevaras så att säterbruket kan upplevas av besökare.
Bestämning av Ransbysäterns ålder har föregåtts av en omfattande forskning. De metoder som använts är ortnamsstudier, inventering, kartering, arkeologiska utgrävningar och vegetationshistorisk analys som visar att man brukat området för återkommande bete/slåtter redan under senare delen av vikingatiden fram till modern tid i mer utvecklade former. Ännu vet man inte om människorna under den inledande extensiva fasen utnyttjade någon form av bosättning på sätern. 
Avståndet mellan Ransby nere i Klarälvsdalen och sätern är cirka 5 km om man följer sätervägen som efter cirka 1 km sammanfaller med Nordvärmlandsleden. Sätern ligger omkring 450 meter över havet. Stigningen är 300 meter. En karta från 1800-talets mitt, med husmarkeringar från tiden kring laga skifte, visar 18 brukare och 25 byggnader. Enligt den historiskt-etnologiska forskningen nådde det värmländska säterbruket sin höjdpunkt under 1800-talets senare del, vilket ersattes av en kontinuerlig nedläggning under 1900-talet.

 
Runt sekelskiftet bestod sätern av cirka 6 säterstugor med tillhörande fähus, lador, mjölkbodar och andra uthus. När den togs ur bruk fanns endast en stuga kvar. Några hade flyttats och blivit sommarstugor, andra hade förfallit och ruttnat ner. 

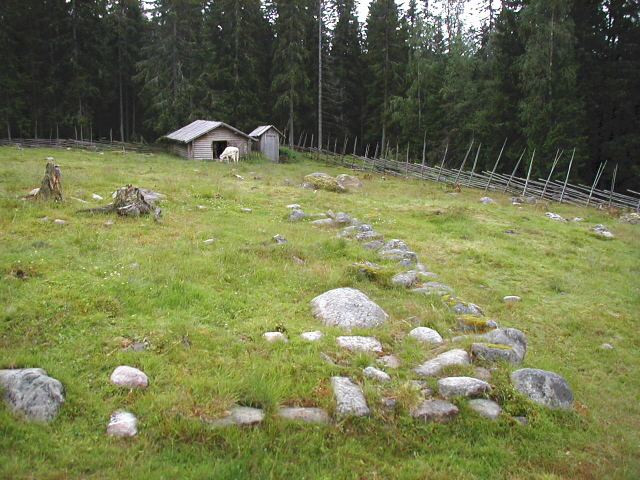
En undersökt och återställd husgrund på Ransbysätern.

## Fornminnesinventering
När Riksantikvarieämbetet gör en fornminnesinventering i Torsby kommun 1990, vaknade intresset för regionens äldre historia. Inventeringen visade att Torsby tillhör landets fornlämningstätaste kommuner. I den nordligaste delen, Dalby, Södra Finnskoga och Norra Finnskoga socknar finns rikligt med produktionslämningar som fångstgropar för älg, järnframställningsplatser, kolningsgropar och övergivna sätrar på gårdarnas utmarker. Förutom fångstgropar från sten-, brons- och järnålder visade dessa undersökningar att man även producerat järn under förhistorisk tid (senast under 400-talet).

## Forskningsprojekt

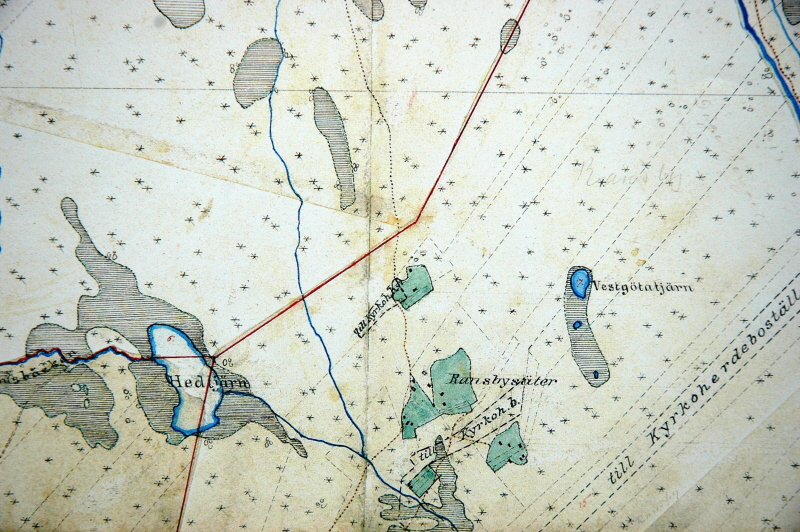
Karta framställd av Rikets allmänna kartverk. Fältmätning 1883-1895.

I förstudier 1995-1996 till forskningsprojektet Bebyggelse, säterdrift och landskap  valdes fyra sätrar ut som forskningsobjekt i Dalby socken, däribland Ransbysätern där man tog pollenprover för vegetationshistoriska studier. Vid kartering påträffades 51 husgrunder spridda över hela säterområdet. Tolv av dessa husgrunder har förmodligen varit bostadshus, eftersom de har rester efter eldstäder. Ett bostadshus och elva uthus bedömdes vara av ålderdomlig karaktär. Röjningsrösen återfanns i fem skilda områden, vilka bedömdes ha utgjort vallar. Den vegetationshistoriska analysen avslöjade att man hade använt området för återkommande bete/slåtter redan under vikingatiden (sent 900-tal).

## Återuppbyggnaden
År 1994 köpte Utmarksmuseet i norra Värmland 15 hektar av Ransbysätern som tidigare tillhört Ransby hemmansägare.

### Svedjebruk
På sätermarken hade snabbväxande gran tagit fart. Skogen stod tät. Trots sin ringa ålder hade granskogen vuxit till grova dimensioner, markens sluttning mot sydväst och den rika myllan mellan stenarna gjorde växtbetingelserna goda.
Åtta hektar avverkades, timmer och massaved togs tillvara, några stående träd sparades för fåglar, skalbaggar och andra småkryp. Marken som var täckt av ris med toppar och grenar svedjades våren 1996. På olika provytor såddes finnråg eller midsommarråg som den också kallas.
Ett par månader efter svedjandet gick Björn Ehrenroth, Skogsstyrelsen, kunnig på skalbaggar och blommor, genom området och examinerade växter. Här fanns bland annat svedjenäva, en klibbig växt med blåvioletta blommor. Som namnet antyder växer den helst på bränd mark, som därtill skall vara näringsrik. Fröna gror efter upphettning till 50 grader C. De kan ligga livsdugliga under markytan i minst 130 år för att sedan efter en brand komma upp till ytan och ge nya plantor. Andra växter som hittades var stagg, ett gräs som kallas finnskägg i norra Värmland, lungmossa, vanlig på bränd mossa, samt teveronika, en gammal ängsört. Tillsammans med hallonriset kom eldmärke (en dialektal benämning på mjölkört, även kallad rallarros) som en av de första blommorna på ett hygge.
Till de djur som anländer först efter en svedja hör den sotsvarta praktbaggen, en skalbagge, sedan kommer hackspetten och sorken, vilka följs av rovfåglar som hökar och ugglor.

### Byggnader och säterbruk

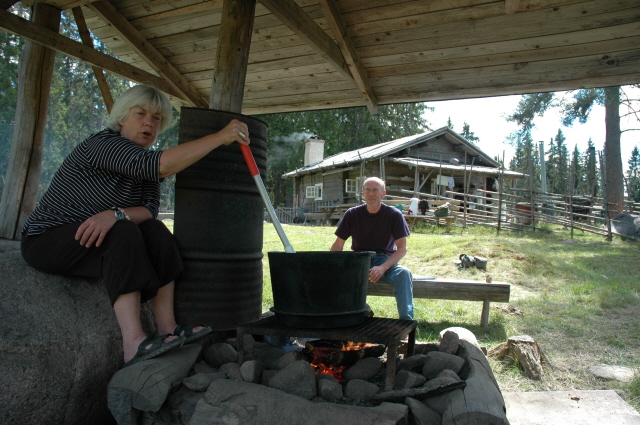
Getmese kokas i stor järngryta.

Målet var att iordningställa sätern som turistmål. Man ville bevara delar av det gamla säterbruket på en levande säter och göra det till en naturlig del av besökarnas upplevelse. Till exempel djurhållning, med getter, fjällkor och även hästar, och osttillverkning. Nytimrade byggnader uppfördes utifrån uppmätningar av äldre byggnader.
Fjällkor med kalvar samt getter och hästar är inlånade med syfte att skapa ett normalt betestryck för att ge besökaren en naturlig bild av den gamla sätern. 
Under åren har flera stugor timrats upp med förebilder från olika sätrar i norra Värmland. Några stugor hyrs ut för boende. Standarden är mycket enkel: ingen el, vedeldning, vatten från källa, torrdass, friluftsdusch.
Sommartid finns servering av enklare skogsmat med kaffe och saft. 
Till sätern hör också en kolmila. Kolet som framställs säljs i närliggande butiker.

### Vandrarhem
År 2007 inrättades ett STF-vandrarhem på området.

## Utmarksmusiken

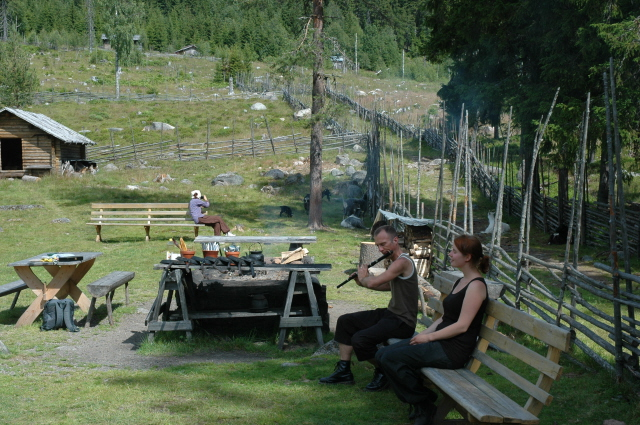
Spontan musik. Långväga gäst bjuder säterkullan på flöjttoner.

På eftersommaren hålls en skördefest kallad Utmarksmusiken med artister från det angränsande Dalarna och Norge. Även spelmän långt ifrån har medverkat som: Östblocket från Malmö, Stefan Sundström, Stockholm och Olga Alexandrova från Sibirien. Under många år deltog Wille Toors, den legendariske fiolspelmannen från Malung. År 2009 var det tolfte året i rad som Utmarksmusiken hörs mellan bergen. Bupigans, säterjäntans, kulande ekar bland bergen och boskapen drar sig sakta hem mot fähusen. Eldarna som tänds när skymningen djupnar, skapar mystik på den tusenåriga sätervallen.

## Vallarelåt

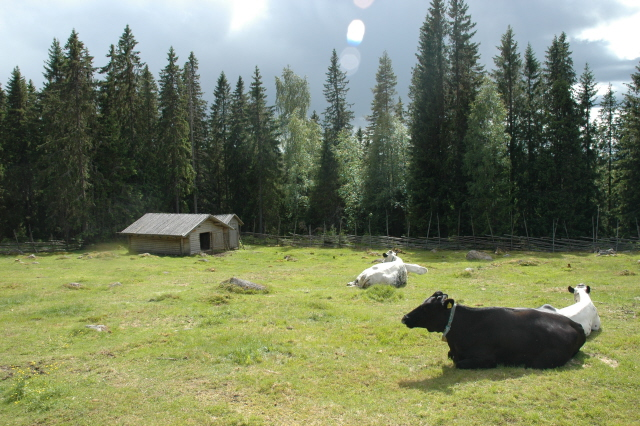
Fjällkor på Ransbysätern.

Vallarelåt är en dikt av Gustaf Fröding med djupa rötter i den värmländska säterkulturen. Lilja - mi Lilja - mi Ko är en versrad som kanske är mer känd än diktens namn.

## Ransbysätern i litteraturen
- Värmlands museums årsbok Värmland förr och nu 2001, Säterkultur i Värmland. Lilja mi Lilja mi ko.
- Sätrar i Dalby, Torleif Styffe - Herbert Styffe, Montana Förlag, 1989.
- Klarälvsbygd i bild och minne, Elna Westén, Dalaförlaget, Malung, 1981. (Se extern länk nedan)
- Pilgrim 1498, Gunnar Svensson, Heidruns förlag, 2007.
- Livet, ett spektakel, Novellsamling. Gunnar Svensson. Berättelsen Nordvärmland i världen, sid 153.
- Värmland Bygden, skogen, vattnen. Björn Gidstam, Bokförlaget Prisma, 2005.
- Månskensvargen, Elvira Birgitta Holm, Bonnier Carlsen, 2009.[6]